# Hadrianus
Hadrianus (tiếng Latinh: Publius Aelius Trajanus Hadrianus Augustus 24 tháng 1 năm 76 – 10 tháng 7 năm 138) là vị Hoàng đế của Đế quốc La Mã, trị vì từ năm 117 cho đến khi qua đời vào năm 138. Ông là một vị minh quân và là nhà lãnh đạo quân sự tàn nhẫn, có đầu óc tham vọng và làm việc không biết ngừng nghỉ. Tính cách và con người của ông luôn luôn cuốn hút hậu thế. Là một trong những quốc trưởng lừng danh nhất của La Mã, ông ngự trị trên một Đế quốc lớn hơn cả Liên minh châu Âu ngày nay. Ông trở nên nổi tiếng hơn cả về công cuộc gầy dựng Trường thành Hadrianus, đánh dấu biên giới phía Bắc của lãnh thổ La mã tại Anh. Tại kinh đô La Mã, ông tài gầy dựng đền Pantheon và xây cất Miếu thờ Vệ Nữ và La Mã.
Hadrian có tên khai sinh là Publius Aelius Hadrianus, chào đời ở Italica hay có lẽ tại kinh kỳ La Mã, từ một gia đình nguồn gốc ở Picenum tại Ý và sau đó đã định cư ở Italica, Hispania Baetica, gần với vị trí ngày nay của Sevilla, Tây Ban Nha. Tiên hoàng Traianus của Hadrianus là một người anh họ của cha ông. Do Traianus không có người kế vị chính thức nhưng theo Hoàng hậu Pompeia Plotina, Traianus đã chọn Hadrianus làm người thừa kế chính thức trước khi mất.
Trong suốt triều đại của ông, Hadrianus đã không ngừng đi thị sát, đến hầu như bất cứ tỉnh nào của đế quốc. Là một người ngưỡng mộ nồng nhiệt nền văn minh Hy Lạp, Hoàng đế Hadrianus đã nỗ lực đưa thành Athena trở thành kinh đô văn hóa của đế quốc và ra lệnh xây dựng đền miếu nguy nga trong khắp thành phố này. Một trong những nguyên nhân khiến cho ông hâm mộ văn minh Hy Lạp đến thế cũng là do ông yêu đương một mĩ nam người Hy Lạp là chàng Antinous. Sau khi Antinous chết đột ngột ở sông Nin, vị Hoàng đế đồng tính luyến ái đã phong thần cho chàng.
Hadrianus đã dành nhiều thời gian với các chiến binh của mình, bản thân ông thường mặc chiến bào và thậm chí còn ăn tối và ngủ cùng với những người lính. Ông chú tâm huấn luyện quân sự và rèn luyện vô cùng nghiêm ngặt, thậm chí ông đã giả vờ đưa tin rằng "quân địch đang tấn công" để khiến cho ba quân luôn luôn cảnh giác. Sau khi ông lên ngôi, tân Hoàng đế Hadrianus từ bỏ đất đai mà tiên hoàng Traianus ở vùng Lưỡng Hà và Armenia, và thậm chí được coi là từ bỏ Dacia. Trong những năm tháng cuối của triều đại mình, ông đã thẳng tay đàn áp các cuộc nổi dậy của Bar Kokhba ở Judaea, đổi tên thành tỉnh Syria Palaestina. Vào năm 136, thể lực của ông suy nhược, và ông chấp nhận Lucius Aelius sẽ là Hoàng đế kế tục của ông, nhưng ông này đột ngột qua đời hai năm sau đó. Vào năm 138, Hadrianus quyết định chấp nhận Antoninus Pius nếu ông ta ở sẽ lần lượt chấp nhận Marcus Aurelius và con trai của Aelius là Lucius Verus như là những người thừa kế riêng cuối cùng của mình. Antoninus đồng ý, và ngay sau đó Hadrianus đã mất tại Baiae.

## Thời niên thiếu
Mặc dù đã được chấp nhận một phần của tiểu sử của Hadrian, Hadrianus được sinh ra ở Italica thuộc một tỉnh được gọi là Hispania Baetica (tỉnh La mã nằm ở cực nam của bán đảo Iberia, bao gồm Tây Ban Nha và Bồ Đào Nha hiện đại). Tiểu sử của ông trong lịch sử quốc gia Augusta nói rằng ông được sinh ra ở Rome vào ngày 24 tháng 1 năm 76 trong một gia đình Italy, nhưng có gốc Tây Ban Nha qua nhiều thế hệ. Tuy nhiên, điều này có thể là một mưu mẹo để làm cho Hadrian nhìn giống như một người từ Rome, thay vì một người đến từ các tỉnh. Cha ông, một nghị viên Hispano-La Mã Publius Aelius Hadrianus Afer, một nghị viên xuất phát từ hàng ngũ vệ binh pháp quan. Ông dành phần lớn thời gian của mình ở Rome.
Tổ tiên của Hadrianus có nguồn gốc từ Hadria, Atri ngày nay, một thị trấn cổ xưa của vùng Picenum tại Ý, nhưng dòng họ ông đã định cư ở Italica tại Hispania Baetica ngay sau khi nó thành lập bởi Scipio Africanus. Afer là một người anh em họ nội của hoàng đế tương lai Trajan. Mẹ của ông, là Domitia Paulina đến từ thành phố Gades(Cadiz ngày nay). Paulina là một con gái của một gia đình nguyên lão Tây Ban Nha-La Mã ưu tú. Chị của Hadrianus và là người chị em ruột duy nhất Aelia Domitia Paulina, đã kết hôn với người giữ chức chấp chinh quan ba lần là Lucius Julius Ursus Servianus, cháu gái của ông là Julia Serviana Paulina và cháu trai lớn của ông là Gnaeus Pedanius Fuscus Salinator, từ Barcino. Cha mẹ ông qua đời năm 86 khi Hadrianus lên mười, và cậu bé sau đó đã nhận được sự trông nom của cả Traianus và Publius Acilius Attianus(người mà sau này là chỉ huy lực lượng cận vệ hoàng gia của Traianus). Hadrianus được dạy nhiều môn học khác nhau đặc biệt người quý tộc trẻ này, và rất thích học văn học Hy Lạp mà do đó ông có biệt danh Graeculus .
Hadrian đã đến thăm Italica (hoặc không bao giờ rời đi cho đến khi) ông được 14 tuổi, khi ông được Trajan triệu hồi, người sau đó đã trông nom sự phát triển của ông. Ông không bao giờ trở lại Italica mặc dù sau đó đã được biến thành một Colonia cho vinh quang của ông . Nhiệm vụ quân sự đầu tiên của ông là một quan bảo dân của Legio II Adiutrix. Sau đó, ông đã được chuyển tới Legio I Minervia ở Đức. Khi Nerva qua đời năm 98, Hadrianus đã vội vã thông báo cho cá nhân Trajan. Sau đó ông trở thành legate của một quân đoàn ở Thượng Pannonia và cuối cùng làm Thống đốc Tỉnh. Ông cũng là Archon tại Athen trong một thời gian ngắn, và được công nhận làm một công dân Athen.
Sự nghiệp của ông trước khi làm hoàng đế bao gồm:
- decemvir stlitibus iudicandis
- sevir turmae equitum Romanorum
- praefectus Urbi feriarum Latinarum
- tribunus militum legionis II Adiutricis Piae Fidelis (95, ở Pannonia Nhỏ)
- tribunus militum legionis V Macedonicae (96, ở Moesia Nhỏ)
- tribunus militum legionis XXII Primigeniae Piae Fidelis (97, ở Đại Germania)
- Quan coi quốc khố (101)
- ab actis senatus
- tribunus plebis (105)
- Pháp quan (106)
- legatus legionis I Minerviae Piae Fidelis (106, ở Germania Nhỏ)
- legatus Augusti pro praetore Pannoniae Inferioris (107)
- consul suffectus (108)
- septemvir epulonum (trước năm 112)
- sodalis Augustalis (trước năm 112)
- archon Athenis (112/13)
- legatus Syriae (117).[13]

Hadrianus đã tham gia vào cuộc chiến tranh chống lại người Dacia (là legate của V Macedonica) và nhận được một giải thưởng nổi tiếng từ Trajan cho thành công của mình. Kỹ năng quân sự của Hadrianus không được xác nhận do thiếu hành động quân sự trong suốt triều đại của ông, tuy nhiên, sự quan tâm và kiến thức của quân đội và kỹ năng thể hiện của nhà lãnh đạo cho thấy ông có thể có là một chiến lược gia tài năng.
Hadrianus đã tham gia chuyến viễn chinh của Trajan chống lại người Parthia là một legate trong ban tham mưu của Trajan  Không phải trong giai đoạn chiến thắng đầu tiên, cũng không phải trong giai đoạn thứ hai của chiến tranh khi cuộc khởi nghĩa bùng phát ở Mesopotamia đã khiến Hadrianus làm bất cứ điều gì đáng chú ý. Tuy nhiên, khi thống đốc của Syria đã được phái đến giải quyết khó khăn mới ở Dacia, Hadrianus được bổ nhiệm để thay thế cho ông ta, điều này cho ông nắm một quyền chỉ huy độc lập . Trajan, bị bệnh nặng vào thời điểm đó, đã quyết định quay trở lại Rome trong khi Hadrian vẫn ở Syria để bảo vệ vùng biên La Mã. Trajan chỉ tới được Selinus trước khi trở nên quá yếu để đi xa hơn. Trong khi Hadrian có thể có được lựa chọn rõ ràng là người kế nhiệm, ông chưa bao giờ được chấp nhận là người thừa kế của Trajan. Khi Trajan nằm hấp hối, ông được người vợ chăm sóc, Plotina (một người ủng hộ Hadrian), ông cuối cùng chấp nhận Hadrian là người thừa kế. Kể từ khi văn kiện đã được ký bởi Plotina, nó đã cho thấy rằng Trajan có thể đã chết.

## Hoàng đế

### Bảo vệ quyền lực

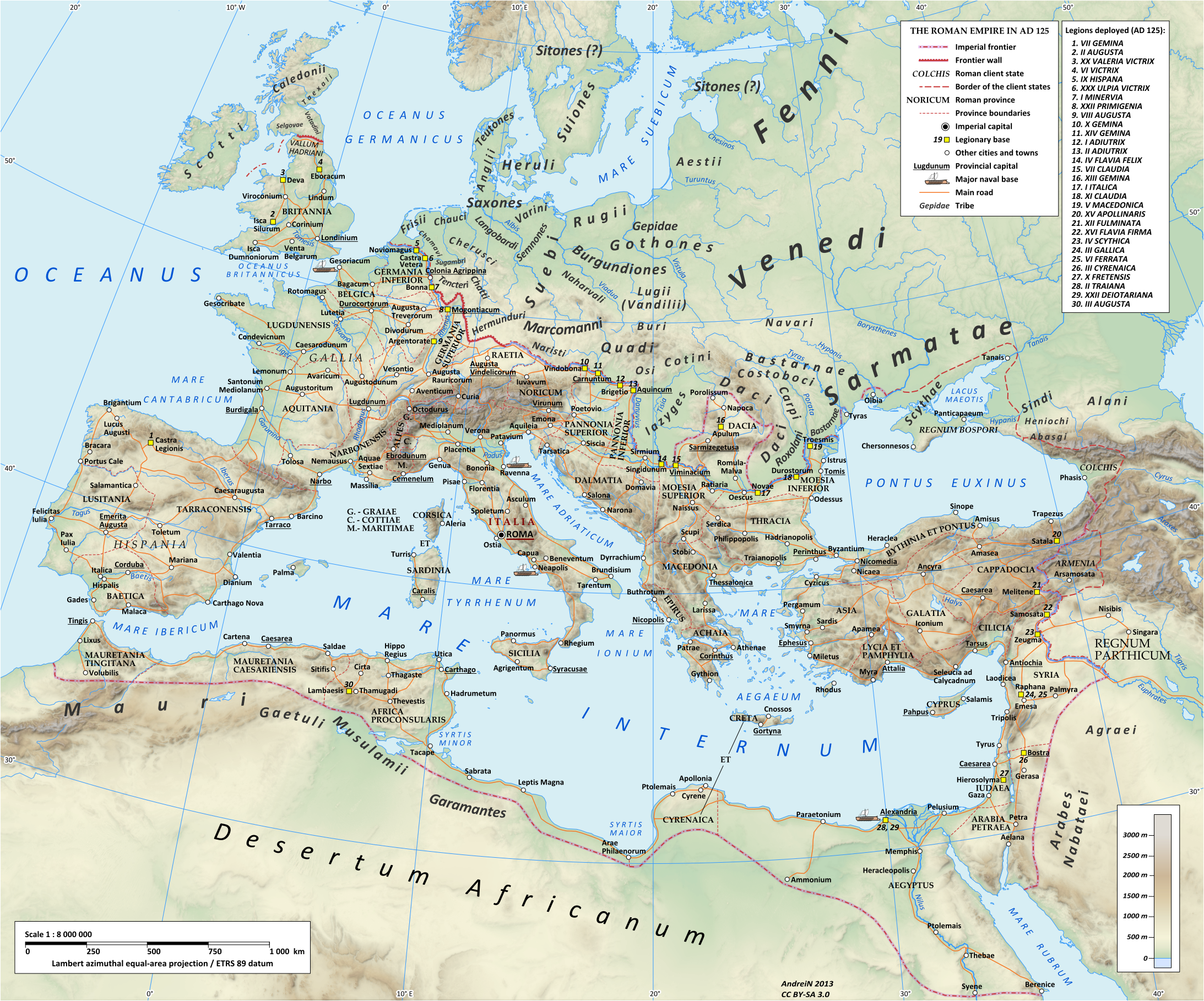
The Roman empire in 125 AD, under the rule of Hadrian.

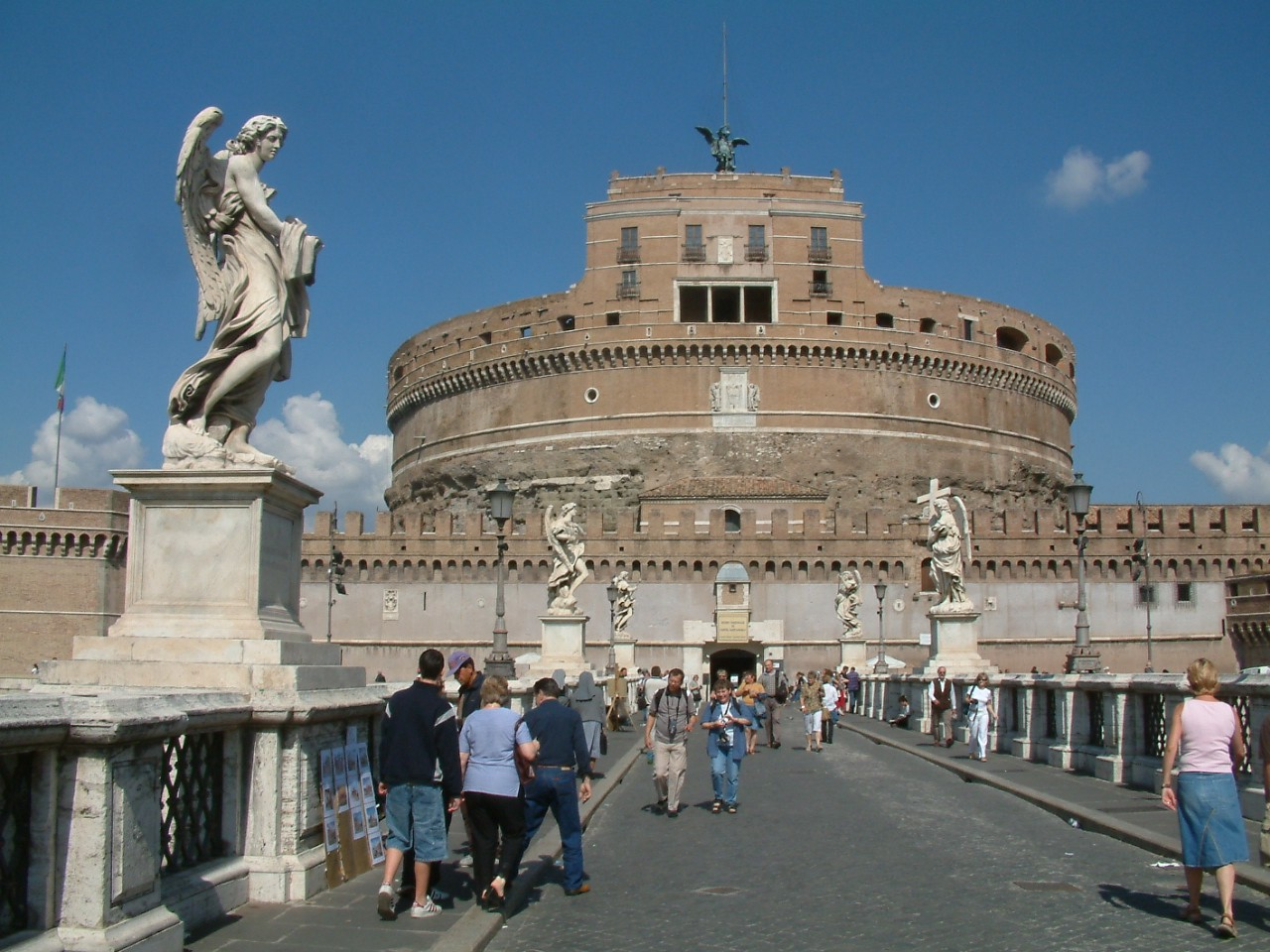
Castel Sant'Angelo, the ancient Hadrian Mausoleum.

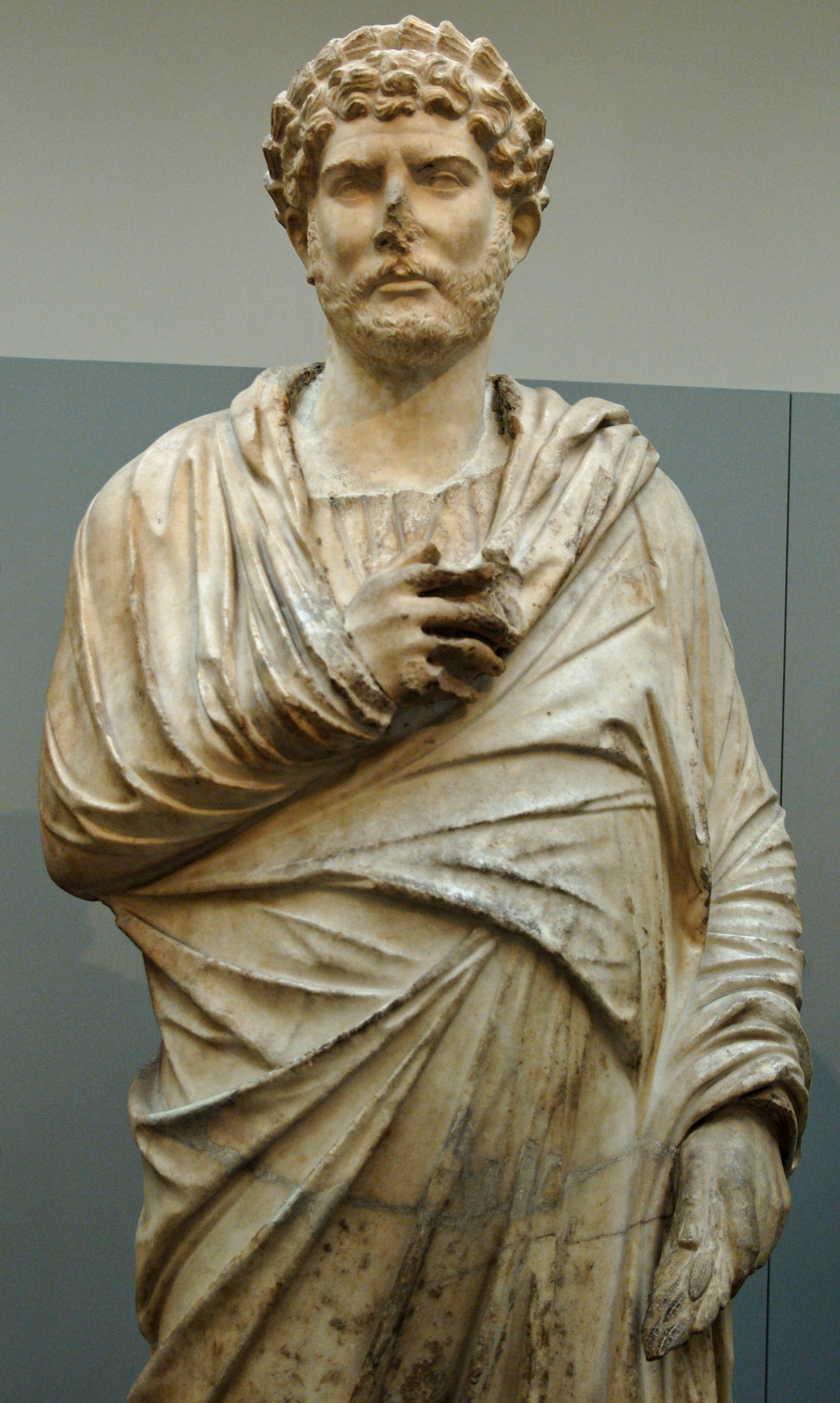
This famous statue of Hadrian in Greek dress was revealed in 2008 to have been forged in the Victorian era by cobbling together a head of Hadrian and an unknown body. For years the statue had been used by historians as proof of Hadrian's love of Hellenic culture.

Hadrianus nhanh chóng bảo đảm sự ủng hộ của các quân đoàn - một đối thủ tiềm năng, Lusius Quietus đã nhanh chóng bị loại bỏ  sự tán thành của viện nguyên lão sau đó khi những giấy tờ sai lệch việc chấp nhận của Trajan đã được trình bày. Tin đồn của một tài liệu giả mạo việc kế vị chỉ gây ra vấn đề không đáng kể.
Hadrianus đã không tới Rome đầu tiên- ông đang bận rộn với việc bố trí lại phía Đông và đàn áp cuộc khởi nghĩa của người Do Thái đã nổ ra dưới thời Trajan, sau đó ông di chuyển đến biên giới Danube để bố trí lại nó. Thay vào đó, Attianus, người giám hộ cũ của Hadrian, đã được giao việc phụ trách Rome. Ở đó, ông "phát hiện" một âm mưu liên quan đến bốn vị nguyên lão quyền cao chức trọng bao gồm cả Lusius Quietus. Theo Elizabeth Speller, lý do thực sự cho cái chết của họ là do họ là người của Trajan.